# Arlington Heights (California)
Arlington Heights es un área no incorporada ubicada en el condado de Los Ángeles en el estado estadounidense de California.

## Geografía
Arlington Heights se encuentra ubicada en las coordenadas 34°2′32″N 118°19′8″O / 34.04222, -118.31889.